# Zachary Taylor
Zachary Taylor (Barboursville, 24 novembre 1784 – Washington, 9 luglio 1850) è stato un politico e generale statunitense.
È stato il 12º presidente degli Stati Uniti. Il suo mandato fu relativamente breve, essendo durato poco più di un anno, quando morì nel 1850.

## Biografia

### I primi anni
Zachary Taylor nacque il 24 novembre 1784 a Barboursville, vicino ad Orange in Virginia, probabilmente nella piantagione di famiglia. La sua era una famiglia agiata ed aristocratica: infatti suo padre, Richard Taylor, era un piantatore che aveva servito l'Esercito continentale durante la Rivoluzione americana come tenente-colonnello e che discendeva da uno dei Padri Pellegrini, sbarcati in America nel 1631 dal vascello Mayflower. Anche sua madre, Sarah Strother, apparteneva ad una famiglia ricca ed influente. Quando era piccolo la famiglia si trasferì a Louisville, in Kentucky, dove Taylor crebbe in una nuova piantagione acquistata dal padre, divenendo noto come "Little Zack" (il piccolo Zack). Poiché non c'erano scuole, il futuro presidente fu educato in casa da tutori privati.
Il 21 giugno 1810, a quasi 26 anni Taylor, all'epoca già ufficiale dell'esercito, si sposò con Margaret Taylor, originaria del Maryland, figlia del maggiore Walter Smith e di Anna Mackall, che all'epoca aveva 21 anni. La coppia ebbe sette figli: Sarah Knox Taylor Davis (1813-1835), Anne Margaret Mackall Taylor Wood (1811-1875), Octavia Pannel Taylor (1816-1820), Margaret Smith Taylor (1819-1820), Mary Elizabeth "Betty" Taylor Bliss Dandridge (1824-1909) e Richard Taylor (1826-1879).

### Carriera militare
Appassionato dalla vita militare, il 3 maggio 1808 Zachary Taylor entrò nell'Esercito degli Stati Uniti, ricevendo i gradi di tenente nel 7º Reggimento di fanteria. Dopo aver prestato servizio nella zona di New Orleans, nel 1811 il giovane militare venne assegnato al fronte occidentale, nel Territorio dell'Indiana, dove erano frequenti gli scontri con le tribù indiane locali. Qui assunse il comando di Fort Knox, ristabilendovi la disciplina dopo la fuga del comandante, fatto per il quale si meritò gli apprezzamenti del governatore William Henry Harrison, futuro presidente.
Durante la Guerra del 1812 contro l'Inghilterra, Taylor acquistò fama di eccellente militare; comandante di Fort Harrison, riuscì a respingere un attacco indiano guidato dal capo Tecumseh, alleato degli inglesi, ricevendo per questo la promozione temporanea a maggiore. In seguito partecipò ad alcune spedizioni militari nella valle dell'Illinois contro indiani e inglesi: terminato il conflitto nel gennaio del 1815, l'ufficiale americano venne degradato a capitano per la scadenza del suo brevetto di maggiore. Deluso, diede le dimissioni dall'esercito, nel quale rientrò l'anno dopo, divenendo il comandante di numerose postazioni militari di frontiera e divenendo, alla fine del 1826, membro di una commissione parlamentare per migliorare la qualità e l'organizzazione dell'esercito americano.
Rientrato in servizio attivo, Taylor partecipò anche alla guerra di Black Hawk, durata dall'aprile all'agosto del 1832 e combattuta nel Midwest tra la tribù Sauk comandata dal capo Falco Nero e l'esercito regolare statunitense, appoggiato dalle milizie di Illinois e Michigan per il possesso delle terre della regione. Nella seconda guerra seminole, durata dal 1835 al 1842, il generale divenne nel maggio del 1838 governatore militare della Florida, riuscendo a debellare le ultime sacche di resistenza degli indiani Seminole, ormai privi del loro carismatico capo Osceola, catturato a tradimento l'anno precedente. In queste operazioni adoperò su larga scala anche i cani di razza blood-hound, importati da Cuba per stanare i ribelli, che verso la fine del 1842 dovettero capitolare definitivamente.
Nell'aprile del 1846, allo scoppio della guerra con il Messico per il possesso del Texas e della California, il presidente James Knox Polk nominò Taylor comandante in capo dell'esercito statunitense. Sotto il suo comando le truppe, dopo aver passato il Rio Grande, riuscirono a sconfiggere i Messicani malgrado fossero in un rapporto per lui sfavorevole di 4 a 1. Durante la durata del conflitto Taylor riuscì a riorganizzare il suo esercito, piuttosto disorganizzato e indisciplinato, vincendo importanti battaglie a Monterrey (21-24 settembre 1846) e a Buena Vista (21-23 febbraio 1847), fatto che costrinse il governo messicano a sottoscrivere, il 2 febbraio 1848, il Trattato di Guadalupe Hidalgo, con il quale gli Stati Uniti acquisirono vastissimi territori, comprendenti Texas, California, Nevada, Utah, Nuovo Messico e Colorado.
Grazie alle sue notevoli capacità di comando durante la guerra, Taylor divenne un eroe nazionale, anche se Polk non apprezzava il suo sistema di comando poco formale e la sua adesione al Partito Whig.

### La presidenza
Taylor ricevette dal Partito Whig la candidatura per le elezioni presidenziali negli Stati Uniti d'America del 1848. La sua semplice visione delle cose divenne una risorsa politica, la sua lunga carriera militare poteva piacere al Nord e il fatto di possedere schiavi poteva attirare i voti del Sud. Egli non era mai stato coinvolto in precedenza in affari poco chiari ed era di conseguenza un candidato integerrimo. Il suo avversario fu il democratico Lewis Cass, che preferì lasciare ai residenti dei territori decidere autonomamente se volevano mantenere la schiavitù.
Per protestare contro Taylor - un proprietario di schiavi - e contro Cass, sostenitore della "sovranità offensiva", gli abitanti del Nord che si opponevano all'estensione della schiavitù nei Territori dell'Ovest, costituirono il Free Soil Party col motto Free soil, free speech, free labour, and free men (Suolo libero, parola libera, lavoro libero e uomini liberi) e nominarono Martin Van Buren. In una serrata elezione i sostenitori di tale partito strapparono abbastanza voti a Cass da far eleggere Taylor.
Taylor merita un'annotazione nella storia presidenziale prima ancora di prendere servizio. Il termine fissato per tale presa di servizio cominciava a mezzogiorno del 4 marzo 1849 ma, dato che questo cadeva di domenica, Taylor rifiutò di prestare giuramento fino al giorno dopo. Il Vice Presidente Millard Fillmore giurò anche lui quel giorno e come risultato si sostiene che la nazione non ebbe tecnicamente un Presidente e un Vice Presidente per un giorno.

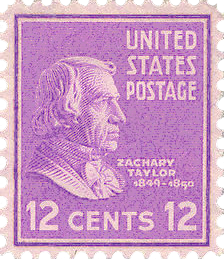
Francobollo dedicato a Zachary Taylor

Alcuni postulano che David Rice Atchison, il Presidente pro tempore del Senato fosse tecnicamente Presidente in carica ma questa teoria è respinta di fatto da ogni studioso costituzionalista. Dal punto di vista costituzionale il termine di Taylor cominciò a mezzogiorno del 4 marzo a prescindere se egli avesse o meno prestato giuramento.
Sebbene Taylor avesse condiviso i principi Whig nel campo dell'iniziativa legislativa, egli non era affatto disposto ad essere un pupazzo nelle mani dei leader del Congresso. A volte egli agì come fosse al di sopra dei partiti e degli uomini politici. Improvvisando come di consueto, Taylor tentò di far funzionare la sua amministrazione con la stessa improvvisazione con la quale aveva combattuto i nativi americani degli Stati Uniti d'America.
Sotto l'amministrazione Taylor il Dipartimento di Stato agli Interni fu organizzato, malgrado il Dipartimento non diventasse operativo fino agli ultimi giorni della presidenza Polk.
Per tradizione, la gente poteva decidere cosa preferire a proposito della schiavitù allorché progettava di istituire nuovi Stati. Quindi, per far cessare qualsiasi disputa circa la schiavitù nelle nuove aree, Taylor esortò i coloni del New Mexico e California a redigere costituzioni richiedendo che si applicassero le norme istitutive tipiche dello Stato, oltrepassando lo stadio intermedio del "Territorio".
Gli abitanti del Sud erano furiosi perché nessuna costituzione statale era favorevole alla schiavitù; i membri del Congresso restarono sgomenti perché pensavano che il Presidente stesse usurpando le loro prerogative d'iniziativa politica. Per di più la soluzione di Taylor non teneva in alcun conto numerosi acuti problemi collaterali: gli abitanti del Nord avversavano Il mercato di schiavi operante nel District of Columbia e quelli del Sud richiedevano una legge per gli schiavi fuggiaschi più severa.
Nel febbraio del 1850 il Presidente Taylor presiedette una conferenza tempestosa con leader del Sud che minacciavano la secessione. Taylor replicò che se era necessario rafforzare le leggi egli stesso avrebbe preso il comando dell'Esercito. Le persone "ribelli all'Unione sarebbero state impiccate da lui… con minor riluttanza di quanto non aveva fatto con i disertori e le spie in Messico". Non avrebbe mai tentennato.

### La morte
Dopo aver partecipato alle cerimonie al Washington Monument in un torrido 4 luglio 1850, Taylor s'ammalò d'indigestione acuta e la diagnosi dei suoi medici fu che egli aveva il colera. Morì di gastroenterite cinque giorni più tardi, dopo 16 mesi del suo mandato presidenziale. Fu sepolto nel cimitero di Louisville (Kentucky). Il successore di Taylor fu il suo Vice Presidente, Millard Fillmore.
Suo figlio Richard diventerà Luogotenente Generale dell'esercito confederato, mentre sua figlia Sarah Knox Taylor sposerà Jefferson Davis.
Vecchie ipotesi che affermavano che Taylor era stato avvelenato sono state infine rigettate ai primi del 1990 quando i resti di Taylor furono riesumati e sottoposti a esami per cercare i segni di avvelenamento da arsenico. I risultati patologici legali hanno dimostrato che Taylor non era stato affatto avvelenato e che probabilmente era morto in seguito a ingestione di cibi contaminati da agenti patogeni del tifo o del colera. Taylor aveva infatti consumato una gran quantità di latte ghiacciato e di ciliegie in quel giorno particolarmente caldo prima di cadere ammalato e uno dei due alimenti poteva essere stato contaminato, anche se quanto avvenuto casualmente conferma la fantasia popolare secondo cui mangiare contemporaneamente latte e ciliegie fa diventare tossico l'insieme.

## Gabinetto
| INCARICO                 | NOME                    | TERMINE   |
|                          |                         |           |
| Presidente               | Zachary Taylor          | 1849-1850 |
| Vicepresidente           | Millard Fillmore        | 1849-1850 |
|                          |                         |           |
| Segretario di Stato      | John Middleton Clayton  | 1849-1850 |
| Segretario al tesoro     | William M. Meredith     | 1849-1850 |
| Segretario alla guerra   | George Walker Crawford  | 1849-1850 |
| Procuratore generale     | Reverdy Johnson         | 1849-1850 |
| Direttore delle poste    | Jacob Collamer          | 1849-1850 |
| Segretario alla marina   | William Ballard Preston | 1849-1850 |
| Segretario degli interni | Thomas Ewing            | 1849-1850 |